# Vanilla planifolia

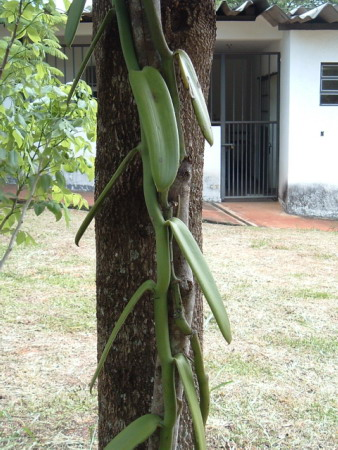
Vanilla planifolia cu ramificaţie monopodială

Vanilla planifolia este una din speciile genului Vanilla. La acestă specie tulpina prezintă ramificații monopodiale.

## Vezi și
- Vanilie
- Vanilină